# Península de Bondoc
Península de Bondoc es el nombre de una península en la parte sur de la isla de Luzón, al norte del país asiático de las Filipinas.
También es un distrito congresional en la parte sureste de la provincia de Quezón también conocido como el Tercer Distrito del Congresional de Quezón. La Península de Bondoc se compone de 12 municipios que son Agdangan, Buenavista, Catanauan, General Luna, Macalelon, Mulanay, Padre Burgos, Pitogo, San Andrés, San Francisco, San Narciso y Unisan. Los municipios son en su mayoría zonas montañosas y costeras. Cuentan con un festival turístico único llamado Festival de Bonpen donde se destacan los hermosos lugares de doce pueblos del distrito y la promoción del turismo en la zona.